# Evy
Evy ist ein weiblicher Vorname.

## Herkunft und Bedeutung
Der Name wird zumeist im Schwedischen, Norwegischen, Dänischen und Niederländischen verwendet und ist eine Verkleinerungsform von Eva oder Evelin.
Weitere Varianten sind Eef, Evi und Eefje.

## Bekannte Namensträgerinnen
- Evy Berggren (1934–2018), schwedische Turnerin
- Evy Schubert (* 1981), deutsche Regisseurin, Videokünstlerin und Autorin